# 동굴

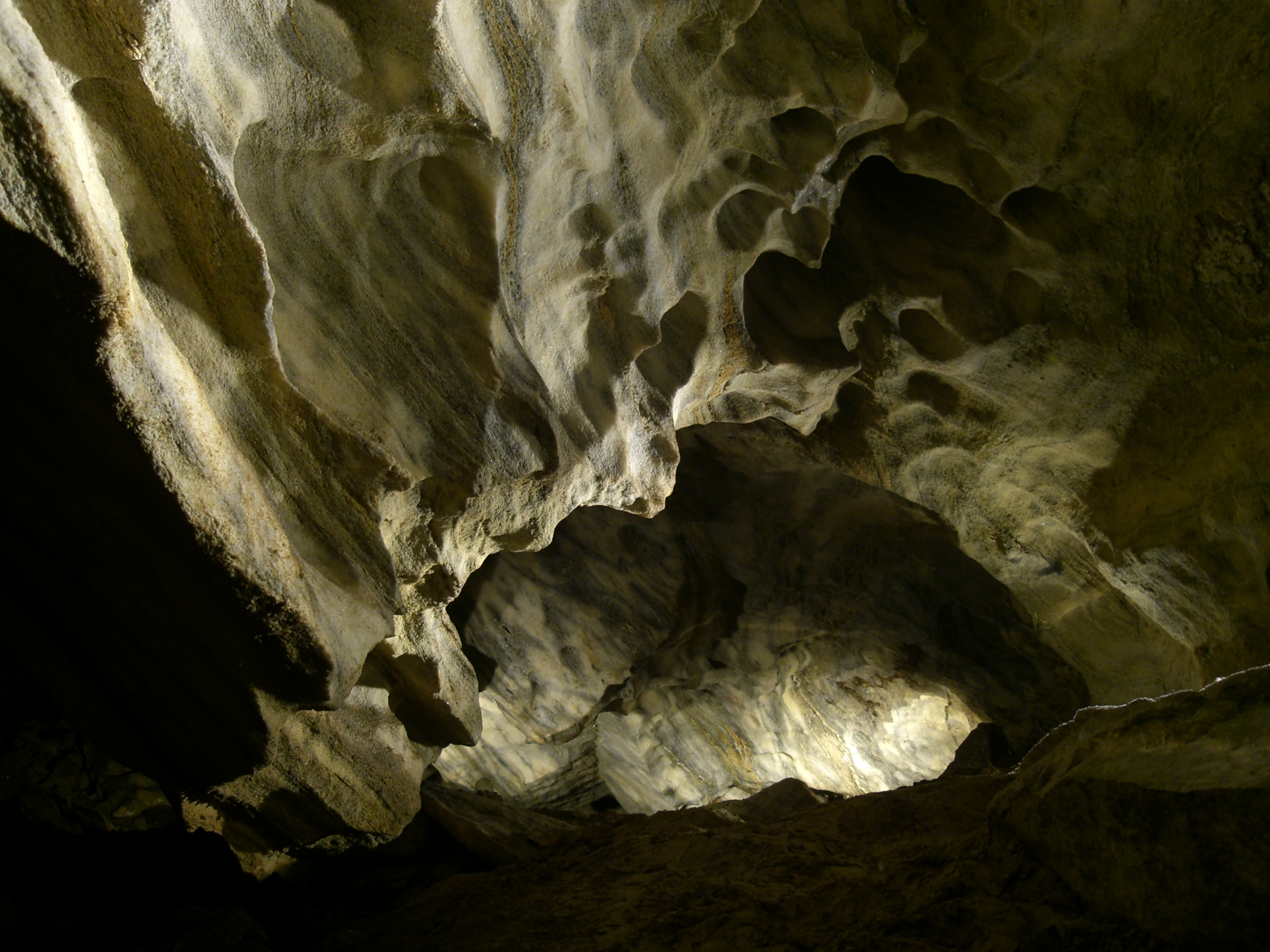
체코의 동굴.

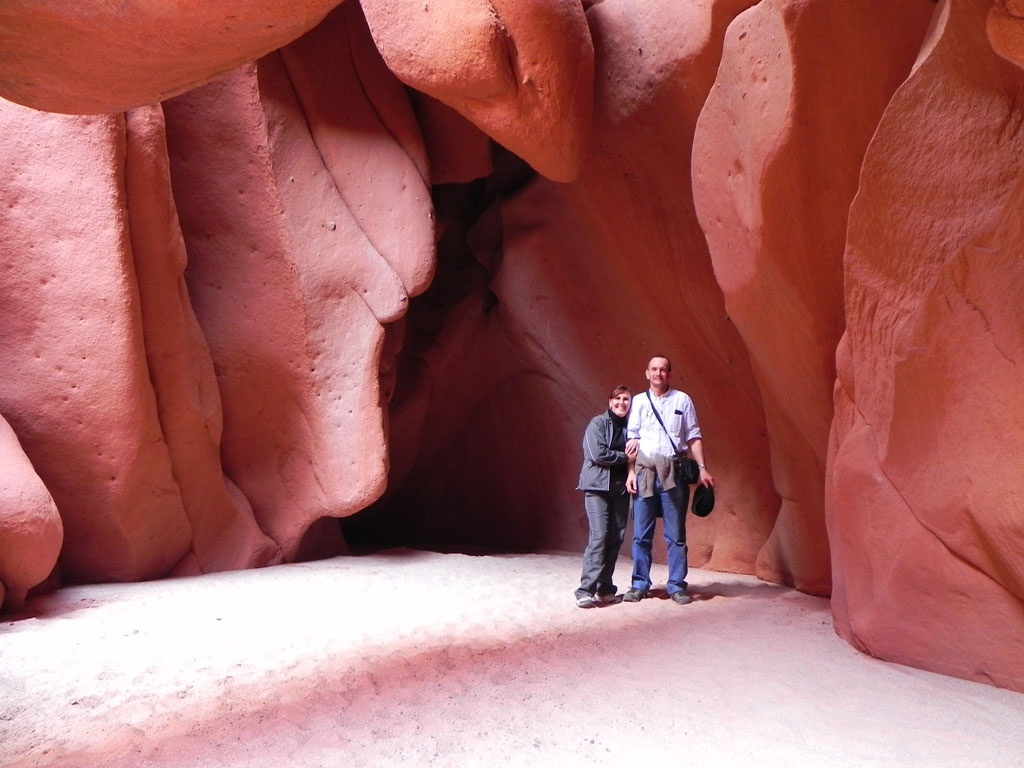
체코의 동굴.

동굴(洞窟)은 자연적으로 땅 속에 생긴, 어느 정도의 크기가 있는 굴이다. 보통 인간이 들어갈 수 있는 정도 이상을 뜻한다. 흔히 동굴은 땅속에서 용식 작용에 의해 모암이 침식되거나, 화산활동으로 용암이 겉에서부터 식으면서 생성된다. 동굴 내부는 평평하거나, 경사지거나, 수직으로 내려갈 수도 있다.
보통 흔하게 볼 수 있는 동굴은 석회동굴이며, 화산이 있는 지형에서는 화산동굴이 발견 될 수도 있다.
일반적으로 석회동굴은 지질상으로 석회암 지층이 있는 곳에서 발견이 되며, 국내의 경우 고생대 캄브리아기~오르도비스기의 조선 누층군 풍촌 석회암층, 막동 석회암층 등 석회암 지층에서 발견이 된다. 대부분의 동굴이 영월, 태백, 강릉, 삼척, 동해, 단양 등의 지역에서 발견이 된다.
동굴을 연구하는 학문을 동굴학(Speleology)라고 한다.

## 동굴의 생태
동굴에서만 사는 특별한 생명체들이 간혹 발견된다. 동굴 생물이 그것인데, 박쥐 등이 대표적이다.
조류에서 베네수엘라의 왕쏙독새와 같이 동굴 속에 둥지를 만드는 것이 있다. 이들 동물은 야행성이기 때문에 거의 암흑 세계에서 일생을 지내며, 음향을 이용하여 날아서 먹이를 잡는 구조가 발달되어 있다. 일생을 동굴 내의 암흑 속에서 지내는 동물들은  동굴 밖에 서식하는 근연종에서는 찾아볼 수 없는 특징을 가지고 있다. 이들 동물은 양서류보다도 하등한 동물로 몸은 작고 가늘며 색소가 결핍되어서 엷은색을 띠고 있다.  아드리아 해안 가까이에 있는 동굴의 물 속에 사는 양서류인 올챙이는 몸이 흰색이고 장님이다. 북아메리카에는 2종 이상의 동굴생 도롱뇽이 살고 있다. 어류로는 카라신과의 장님동춘고기가 있다. 이것의 눈은 퇴화되었고 몸은 흰색이며, 동굴생활을 하는 다른 어류와 마찬가지로 몸길이가 7.5cm 이상 되는 일은 드물다. 갑각류인 징거미 새우 등 새우류에는 동굴생이 많다.

## 같이 보기
- 동굴학
- 단양 고수동굴
- 충주 활옥동굴